# Bankgirot
Bankgirot är en svensk clearingorganisation. Bankgirots juridiska namn är Bankgirocentralen BGC Aktiebolag, vilket ägs av Danske Bank i Sverige, Nordea Bank AB, OP Financial Group, Skandinaviska Enskilda Banken AB, Svenska Handelsbanken AB och Swedbank AB..
Under 2010 förmedlades i Bankgirot 751 miljoner betalningar, till ett värde av 7 532 miljarder kronor. I clearing- och avvecklingstjänsten (slutlig reglering av skulder och fordringar mellan två banker) avvecklades i genomsnitt drygt 40 miljarder kronor per dag.
Bankgirot är den enda aktören i Sverige som har tillstånd att utföra clearing av massbetalningar.  Företaget äger och driftar två betalningssystem: Bankgirosystemet och Betalningar i realtid (BiR). Bankgirot har även tillstånd att bedriva verksamhet med anknytning till betalningstjänster. Utöver Bankgirot tillhandahåller även BGC en clearing- och avvecklingstjänst. Clearing- och avvecklingstjänsten hanterar inkommande betalningar och skapar underlag till RIX, där den slutliga avvecklingen sker.
Vidare har Bankgirot tillstånd att bedriva clearingverksamhet enligt lagen om värdepappersmarknaden och står därmed under Finansinspektionens tillsyn. Bankgirots avvecklingssystem har godkänts av Finansinspektionen och är anmält till Europeiska kommissionen i enlighet med lagen om avvecklingssystem.

## Historia
Efter tester med blankettbetalningar 1950–1959, startades Bankgirocentralen i Stockholm 1959 av 14 banker.
År 2008 tecknade BGC ett avtal med det brittiska företaget VocaLink om drift och utveckling av Bankgirot.
Under 2010 förmedlades i Bankgirot 751 miljoner betalningar, till ett värde av 7 532 miljarder kronor. I clearing- och avvecklingstjänsten avvecklades i genomsnitt drygt 40 miljarder kronor per dag.
2011 deltog mer än 20 banker i betalningssystemet Bankgirosystemet och omkring 70 procent av de svenska företagen använder Bankgirots betalningstjänster.
År 2014 bytte företaget varumärke från BGC till Bankgirot. Företagets juridiska namn är dock fortfarande Bankgirocentralen BGC AB.
År 2020 köptes Bankgirot av P27, ett företag som ägs av flera nordiska banker och som planerar införa ett gemensamt nordiskt betalningssystem.
Namnet bankgiro förekommer i svenska medier från 1949.

## Funktionssätt
Bankgirosystemet startades år 1959 och drivs idag av Bankgirot. Bankgirosystemet är ett system för överföring (girering) av pengar till betalningsmottagare, som är systemets kunder, genom de banker som är anslutna till systemet. Anslutna banker kallas för deltagare i systemet. Kunderna är i första hand företag och andra organisationer. 
Idén är att kontoföringen skall vara decentraliserad och att befintliga konton i bankerna skall användas. Bankgironumret är därför inget konto utan enbart en adress som pekar på det bankkonto som kunden själv valt. Tanken är att betalaren inte behöver känna till betalningsmottagarens banker eller bankkontonummer. En mottagare kan välja att peka flera bankgironummer till ett och samma bankkonto, till exempel av bokföringsskäl. Bankerna behåller därmed kontakten med kunden medan man centralt och gemensamt utnyttjar Bankgirot för förmedling av betalningarna.. Priset för bankgirotjänsterna erbjuder respektive bank i konkurrens med alla övriga banker.
Bankgirosystemet är ett öppet betalsystem - tillgängligt för alla banker som uppfyller deltagarkraven. Det är tillgängligt för både betalare och betalningsmottagare. Informationen kommer alltid fram, oavsett vilka banker som deltar i respektive ände.
Banken ansluter ditt bankkonto till ett bankgironummer. På betalningsdagen görs uttaget på betalarens konto och insättningen hos mottagaren.
Bankgironummer kan bara användas för inrikes betalningar i svenska kronor, där både betalare och mottagare har en ansluten bank. För betalningar från andra länder och i andra valutor får man använda IBAN-numret för det bakomliggande bankkontot.

## Bankgironummer
Ett bankgironummer består av sju eller åtta siffror. Den sista siffran är en kontrollsiffra enligt Luhn-algoritmen (samma som i svenska person- och organisationsnummer).
90-bankgironummer, bankgironummer för insamlingsändamål som står under uppsikt av Stiftelsen för insamlingskontroll, har alltid sju siffror inklusive kontrollsiffran och ingår i nummerserien 900-000x till 904-999x där x markerar kontrollsiffran.

## Typer av betalningar
Girobetalningarna är den dominerande betalningsformen vad gäller transaktionsvärde och transaktionsvolymer och stod år 2002 för 50 procent av den totala transaktionsvolymen i Sverige. Elektronisk girering står för den största andelen av girobetalningarna och har vuxit kraftigt de senaste åren. Detta har skett på bekostnad av blankettgirering som under samma period har minskat.
Bankgirot införde 2012 systemet "Betalningar i realtid" (BiR). Det medger betalningar mellan bankkonton med bekräftelse inom några sekunder. Detta system används för mobilbetalningssystemet Swish.
Bankgirot har inte stöd för betalningar i euro. Enligt EU:s regler för det gemensamma eurobetalningsområdet måste alla betalningar i euro hanteras som internationella betalningar. Istället får betalaren och mottagaren sköta detta direkt via sina banker. I utlandet bosatta som har svenska räkningar, såsom till exempel för fritidshus och tidningsprenumerationer, får skaffa svenskt bankkonto eller betala internationellt om de får veta det internationella kontonumret.
Om Sverige inför euro måste antingen alla bankgironummer ändras till nya nummer eller till bakomliggande bankkonto, eller bankgirorutinen läggas ned. I och med övergången från pappersblanketter till elektronisk inmatning, så finns inte samma behov av ett bankgiro. Ett system för sekundsnabba betalningar i euro infördes av EU 2017.

## Statistik
- Under 2019 förmedlades ca 190 miljoner bankgirotransaktioner per månad. Transaktionerna var ca 1 080 miljarder kronor per månad.[12]